# За нами Москва
«За нами Москва» — советский художественный фильм 1967 года, снятый на киностудии «Казахфильм». Героическая киноповесть по мотивам книг и материалов Бауыржана Момышулы.

## Описание
Фильм представляет героическую киноповесть по мотивам книг и материалов писателя-панфиловца Бауыржана Момышулы. Съёмки фильма проходили в Подмосковье и под Беларусью. В качестве материала для сценария был использован роман «За нами Москва» Бауыржана Момышулы, написанный по его собственным воспоминаниям. Изначально режиссёр Мажит Бегалин в основу своей картины положил произведение Александра Бека «Волоколамское шоссе», но когда уже была отснята приличная часть фильма, некоторые детали не понравились самому Александру Беку. Съёмку картины вынуждены были остановить. «Не надо выпячивать героизм других народов, это война между русскими и немцами» — таким образом Бек объяснял причину своего недовольства. Хотя всем было прекрасно понятно, что в этом сражении большая роль принадлежит героям-казахстанцам, потому как Панфиловская дивизия была сформирована именно в городе Алма-Ата. В целом фильм посвящён легендарной Панфиловской дивизии, которая сражалась на волоколамском направлении под Москвой в 1941 году, остановила фашистов и перешла в контрнаступление. В результате Мажит Бегалин принялся за поиск выхода из этой ситуации. За помощью он обратился к самому Бауыржану Момышулы. В качестве материала для фильма знаменитый военачальник предоставил свой роман.
Бауыржан Момышулы участвовал в войне с сентября 1941 года в составе легендарной дивизии под командованием генерал-майора И. Панфилова, командовал 1-м батальоном 1073-го стрелкового полка. Во время второго генерального наступления Вермахта на Москву с 16 по 18 ноября 1941 года батальон под командованием Б. Момышулы сражался на Волоколамском шоссе у деревни Матрёнино под Москвой. Умелое руководство комбата позволило на три дня задержать фашистов на данном рубеже. После чего старший лейтенант Б. Момышулы вывел батальон из окружения боеспособным. За проявленные мужество и героизм в битве под Москвой в 1942 году Б. Момышулы был представлен к званию Героя Советского Союза, однако был удостоен его лишь посмертно 11 декабря 1990 года.

## В ролях
- Всеволод Санаев — генерал Панфилов
- Каукен Кенжетаев — ветеран войны Бауыржан Момышулы
- Владлен Давыдов — командующий армией Константин Константинович Рокоссовский
- Асанбек (Арсен) Умуралиев — Бауыржан Момышулы в молодости
- Куатбай Абдреимов — Рахимов
- Анатолий Голик — Брудный
- Борис Быстров — парень в музее
- Вячеслав Подвиг — политрук
- Олег Мокшанцев
- Иван Савкин
- Олеся Иванова
- Сергей Юртайкин
- Нуржуман Ихтымбаев

## Съёмочная группа
- Режиссёры: Мажит Бегалин
- Автор сценария: Василий Соловьев, Мажит Бегалин
- Оператор: Асхат Ашрапов
- Художники-постановщики: Виктор Леднев, Идрис Карсакбаев
- Композитор: Эдуард Хагагортян
- Звукорежиссёр: Стефан Першин

## Восприятие
В ходе подготовки к визиту Бауыржана Момышулы на Кубу Московский городской комитет КПСС попросил Бауыржана Момышулы показать картину «За нами Москва» кубинским друзьям. Фидель и Рауль Кастро оказали Бауржану Момышулы радушный прием. Фильм был продемонстрирован на главной площади Гаваны. Военнослужащие Кубы пребывали в таком восторге, что выражали своё отношение выстрелами в экран.
На фестивале в г. Фрунзе «За нами Москва» был назван лучшим фильмом о войне и завоевал пять наград из девяти возможных, главный приз и диплом I степени на VII смотре-соревновании кинематографистов Средней Азии и Казахстана во Фрунзе-68, премия за лучшее исполнение мужской роли актёру Асанбеку Умуралиеву.

## Технические данные
«ЗА НАМИ МОСКВА» СССР, КАЗАХФИЛЬМ, 1967, ч/б, 9 ч., 2475 м, ш/э, об., 90 мин.